# Anomaloglossus
Anomaloglossus là một chi động vật lưỡng cư trong họ Aromobatidae, thuộc bộ Anura. Chi này có 20 loài và 15% bị đe dọa hoặc tuyệt chủng.

## Danh sách loài
- Anomaloglossus astralogaster[2] Myers, Ibañez, Grant & Jaramillo, 2012
- Anomaloglossus atopoglossus (Grant, Humphrey & Myers, 1997)
- Anomaloglossus ayarzaguenai (La Marca, 1997)
- Anomaloglossus baeobatrachus (Boistel & Massary, 1999)
- Anomaloglossus beebei (Noble, 1923)
- Anomaloglossus breweri (Barrio-Amorós, 2006)
- Anomaloglossus confusus Myers & Grant, 2009
- Anomaloglossus degranvillei (Lescure, 1975)
- Anomaloglossus guanayensis (La Marca, 1997)
- Anomaloglossus isthminus[2] Myers, Ibañez, Grant & Jaramillo, 2012
- Anomaloglossus kaiei (Kok, Sambhu, Roopsind, Lenglet & Bourne, 2006)
- Anomaloglossus lacrimosus (Myers, 1991)
- Anomaloglossus leopardus[3] Ouboter & Jairam, 2012
- Anomaloglossus megacephalus Kok, MacCulloch, Lathrop, Willaert & Bossuyt, 2010
- Anomaloglossus moffetti Barrio-Amorós & Brewer-Carias, 2008
- Anomaloglossus murisipanensis (La Marca, 1997)
- Anomaloglossus parimae (La Marca, 1997)
- Anomaloglossus parkerae (Meinhardt & Parmalee, 1996)
- Anomaloglossus praderioi (La Marca, 1997)
- Anomaloglossus roraima (La Marca, 1997)
- Anomaloglossus rufulus (Gorzula, 1990)
- Anomaloglossus shrevei (Rivero, 1961)
- Anomaloglossus stepheni (Martins, 1989)
- Anomaloglossus surinamensis[3] Ouboter & Jairam, 2012
- Anomaloglossus tamacuarensis (Myers & Donnelly, 1997)
- Anomaloglossus tepuyensis (La Marca, 1997)
- Anomaloglossus triunfo (Barrio-Amorós, Fuentes-Ramos & Rivas-Fuenmayor, 2004)
- Anomaloglossus verbeeksnyderorum Barrio-Amorós, Santos & Jovanovic, 2010
- Anomaloglossus wothuja (Barrio-Amorós, Fuentes-Ramos & Rivas-Fuenmayor, 2004)

## Hình ảnh

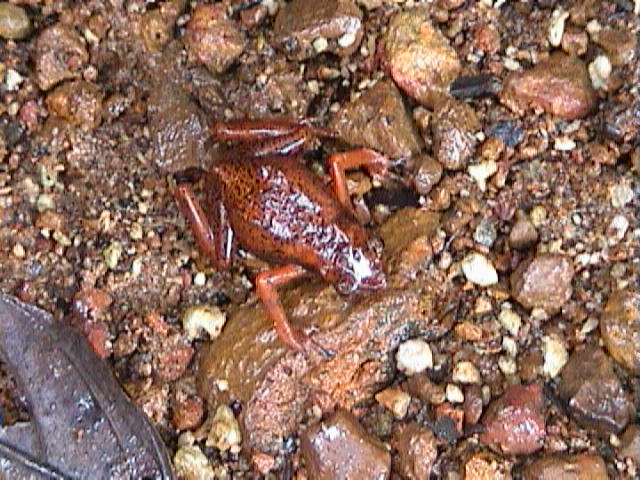
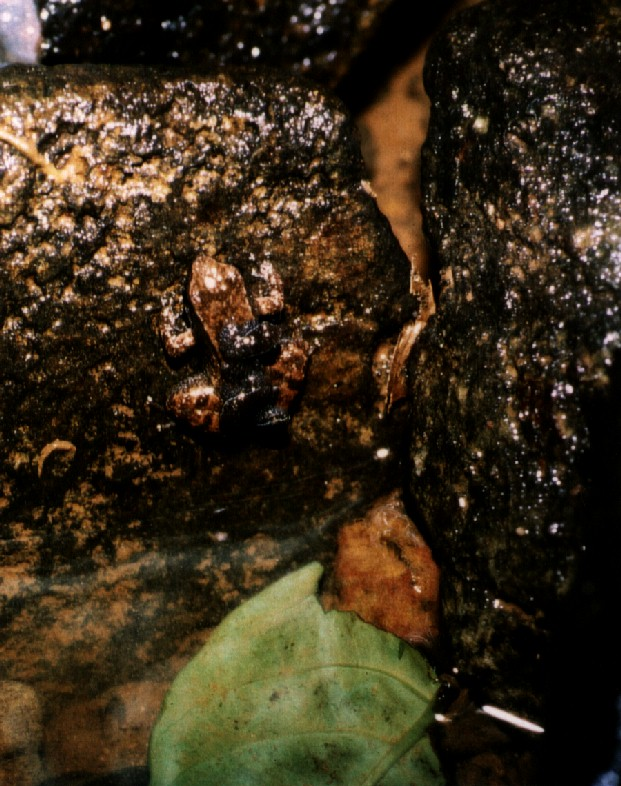